# Tribolium echinatum
Tribolium echinatum är en gräsart som först beskrevs av Carl Peter Thunberg, och fick sitt nu gällande namn av Stephen Andrew Renvoize. Tribolium echinatum ingår i släktet Tribolium och familjen gräs. Inga underarter finns listade i Catalogue of Life.